# Agentschap Justitie en Handhaving
Het Agentschap Justitie en Handhaving is een onderdeel van de Vlaamse overheid dat zich inzet voor een krachtige, humane en geïntegreerde aanpak van justitie en handhaving in Vlaanderen.

## Ontstaan[2]
De Vlaamse bevoegdheden rond justitie en handhaving waren sinds de zesde staatshervorming versnipperd over verschillende bevoegdheidsdomeinen en entiteiten binnen de Vlaamse overheid. De Regering-Jambon (2019 - 2024) wilde deze versnippering tegengaan door een Vlaams Minister voor Justitie en Handhaving aan te stellen en de krachten van deze bevoegdheden te bundelen in één administratie. Zuhal Demir werd in 2019 aangesteld als eerste Vlaams Minister voor Justitie en Handhaving. Op 1 januari 2022 werd het Agentschap Justitie en Handhaving opgericht. Bob Van den Broeck, voormalig kabinetschef van Zuhal Demir, werd aangesteld als administrateur-generaal om dit nieuwe agentschap te leiden.

## Opdrachten[1]
Het Agentschap Justitie en Handhaving bundelt de krachten van verschillende diensten en opdrachten:
- De justitiehuizen, die instaan voor de begeleiding van daders bij hun strafuitvoering, voor ondersteuning van slachtoffers in de gerechtelijke procedure en advies verlenen aan gerechtelijke overheden en burgers.
- Het Vlaams Centrum Elektronisch Toezicht, dat instaat voor de organisatie en monitoring van elektronisch toezicht in Vlaanderen.
- De Veilige Huizen, die instaan voor de geïntegreerde aanpak van intrafamiliaal geweld door alle betrokken diensten samen te brengen onder één dak.
- De Erkennings- en Bemiddelingscommissie voor slachtoffers van historisch misbruik, die slachtoffers de mogelijkheid biedt om erkenning te krijgen voor wat ze in het verleden hebben meegemaakt.
- Het Vlaams Meldpunt Grensoverschrijdend Gedrag, een laagdrempelig aanspreekpunt voor slachtoffers van grensoverschrijdend gedrag in een context waarvoor de Vlaamse overheid bevoegd is (scholen, sportclubs, cultuurorganisatie, zorginstellingen, …).
- De coördinatie van de hulp- en dienstverlening in de Vlaamse en Brusselse gevangenissen.
- De coördinatie van de juridische eerstelijnsbijstand in Vlaanderen.
- De coördinatie van het Vlaams Handhavingsbeleid en de aanpak van georganiseerde en ondermijnende criminaliteit.

In het Vlaams Regeerakkoord 2024 – 2029 werd bepaald dat verschillende onderdelen van het jeugddelinquentierecht zullen geïntegreerd worden binnen het Agentschap Justitie en Handhaving, waaronder de Gemeenschapsinstellingen.